# Bombardements en Roumanie pendant la Seconde Guerre mondiale
Les bombardements en Roumanie pendant la Seconde Guerre mondiale comprennent deux séries d'événements : jusqu'en août 1944, les opérations alliées et, après le renversement de la dictature d'Ion Antonescu, les opérations de l'Allemagne nazie.
La cible principale des opérations alliées est Ploiești, le site majeur de l'industrie pétrolière roumaine. La plus grande raffinerie — Astra Română — traita 1 800 000 tonnes de pétrole par an, fournissant une grande partie du carburant pour l'armée allemande. D'autres attentats visaient Bucarest, la capitale du pays.

## 1941
Les premières frappes aériennes contre la Roumanie ont lieu lorsque le pays s'engage aux côtés du Troisième Reich en juin 1941 lors de son invasion de l'Union soviétique. Au cours des deux mois suivants, les forces aériennes soviétiques mènent plusieurs attaques contre le pont Roi-Charles-I, détruisant l'une de ses travées et endommageant un oléoduc. À la suite de la campagne de Crimée réussie des puissances de l'Axe et la détérioration globale de la position soviétique, les attaques soviétiques contre la Roumanie ont cessé.

## 1942-1943

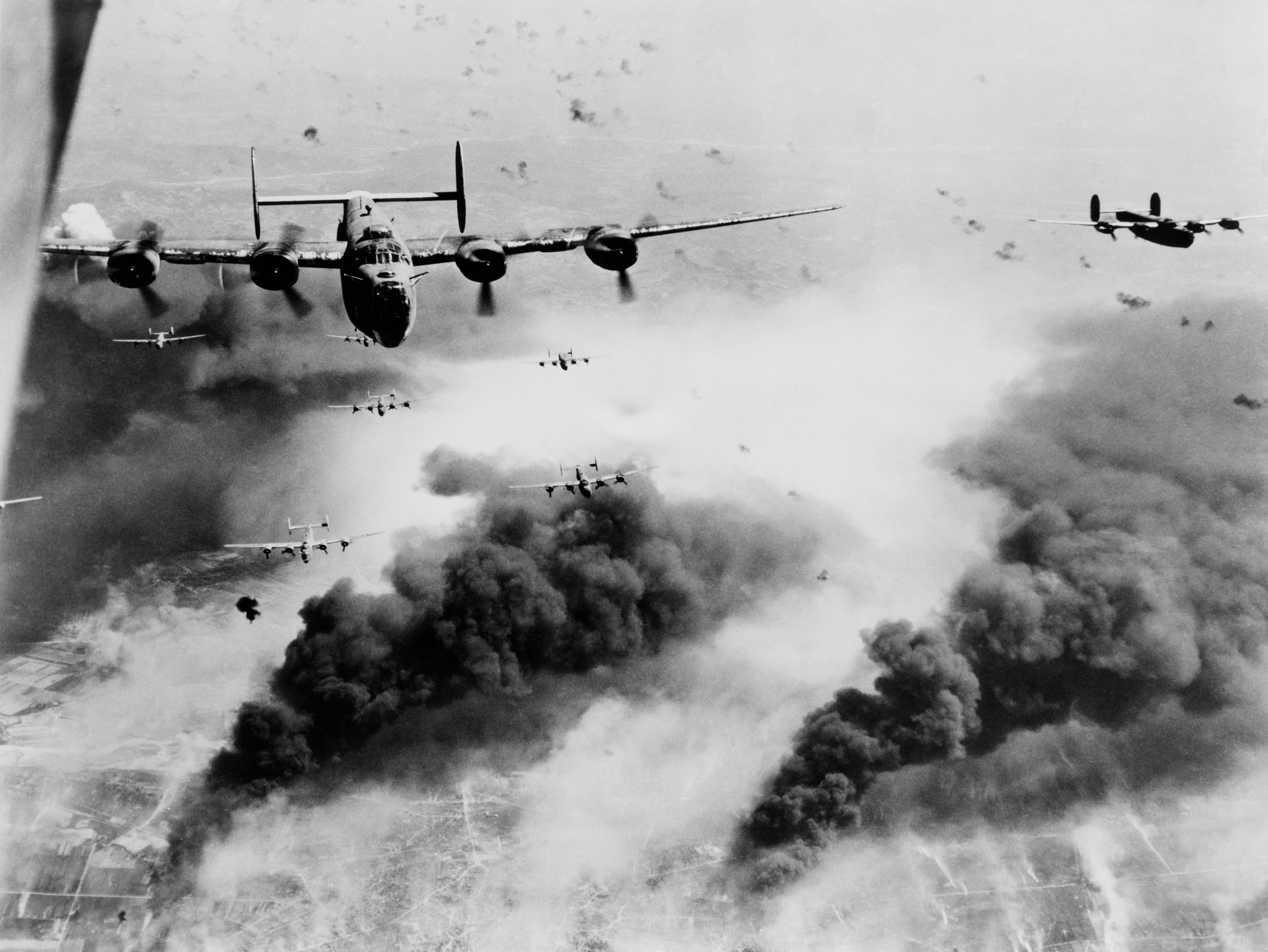
B-24 au départ de Ploiești.

L'armée de l'air des États-Unis largue des bombes pour la première fois sur la Roumanie le 12 juin 1942, lors du raid du projet Halverson (HALPRO) contre Ploiești – la première mission américaine contre une cible européenne. Treize bombardiers lourds B-24 Liberator sous le commandement du colonel Harry A. Halverson de la RAF Fayid, en Égypte, larguent huit bombes en mer Noire, deux sur Constanța, six sur Ploiești, six sur Teișani et plusieurs sur Ciofliceni. Au total, trois personnes sont tuées et les dégâts s'avèrent mineurs.
Le bombardement de Ploiești le 1er août 1943 (opération Tidal Wave) est une opération de grande ampleur. Le raid endommage gravement quatre raffineries et trois autres sont plus légèrement touchés ; la gare de Ploiești est également endommagé mais cela n'a pas beaucoup d'impact sur la ville elle-même. La ville de Câmpina subit de lourds dégâts. 660 membres d'équipage américains sont tués ou capturés, tandis que les exportations de pétrole dépassent les niveaux d'avant l'opération en octobre.

## 1944
Les bombardiers anglo-américains attaquent d'abord Bucarest le 4 avril 1944, visant principalement à interrompre les transports militaires de la Roumanie vers le front de l'Est. D'une durée de deux heures, l'opération détruit des centaines de bâtiments et tue ou blessé plus de 5 000 personnes selon des statistiques non officielles.
À la suite du coup d'État du 23 août du roi Mihai Ier contre Antonescu, la Luftwaffe riposte du 23 au 25 août et détruit plusieurs bâtiments à Bucarest jusqu'à ce que leur base juste au nord de la ville d'Otopeni soit elle-même bombardée par l'USAAF et la RAF.